# Шудья (приток Янчера)

Шудья — река в России, протекает в Кочёвском районе Пермского края. Устье реки находится в 17 км по левому берегу реки Янчер. Длина реки составляет 14 км.
Исток реки в лесах Верхнекамской возвышенности в 21 км северо-западнее районного центра села Кочёво. Река течёт на юг по заболоченному лесу, протекает вблизи деревень Дема и Воробьёво (Кочёвское сельское поселение). Приток — Сарапулка (правый). Впадает в Янчер ниже деревни Акилово.

## Данные водного реестра
По данным государственного водного реестра России относится к Камскому бассейновому округу, водохозяйственный участок реки — Кама от истока до водомерного поста у села Бондюг, речной подбассейн реки — бассейны притоков Камы до впадения Белой. Речной бассейн реки — Кама.
По данным геоинформационной системы водохозяйственного районирования территории РФ, подготовленной Федеральным агентством водных ресурсов:
- Код водного объекта в государственном водном реестре — 10010100112111100002409
- Код по гидрологической изученности (ГИ) — 111100240
- Код бассейна — 10.01.01.001
- Номер тома по ГИ — 11
- Выпуск по ГИ — 1